# レオナルド・セザル・ジャルディム
レオナルド・"レオ"・セザル・ジャルディム（Leonardo "Léo" César Jardim，1995年3月20日 - ）は、ブラジル・リベイラン・プレト出身のイタリア系ブラジル人サッカー選手。CRヴァスコ・ダ・ガマ所属。ポジションはGK。

## クラブ経歴
オレ・ブラジルとグレミオで育成され、2014年にトップチームに昇格した。2017年には、南米の国際大会であるコパ・リベルタドーレスで優勝を果たした。
2018-19シーズン、リオ・アヴェFCにレンタル移籍し、レギュラーの座を確保した。
2019年7月13日、リールに5年契約で移籍した。
長らくマイク・メニャンやオレスティス・カルネジスといった実力者の後塵を拝していたが、メニャンの移籍した2021ｰ22シーズンは、カルネジスを抑えて開幕からレギュラーに定着。その後はアトレティコ・マドリードから加入したイヴォ・グルビッチにポジションを奪われたが、グルビッチが5失点を喫したPSG戦以降から再びレギュラーに定着し、シーズン終了まで出場した。
2023年1月26日、CRヴァスコ・ダ・ガマに移籍し、3年契約を交わした。